# Axelle Red

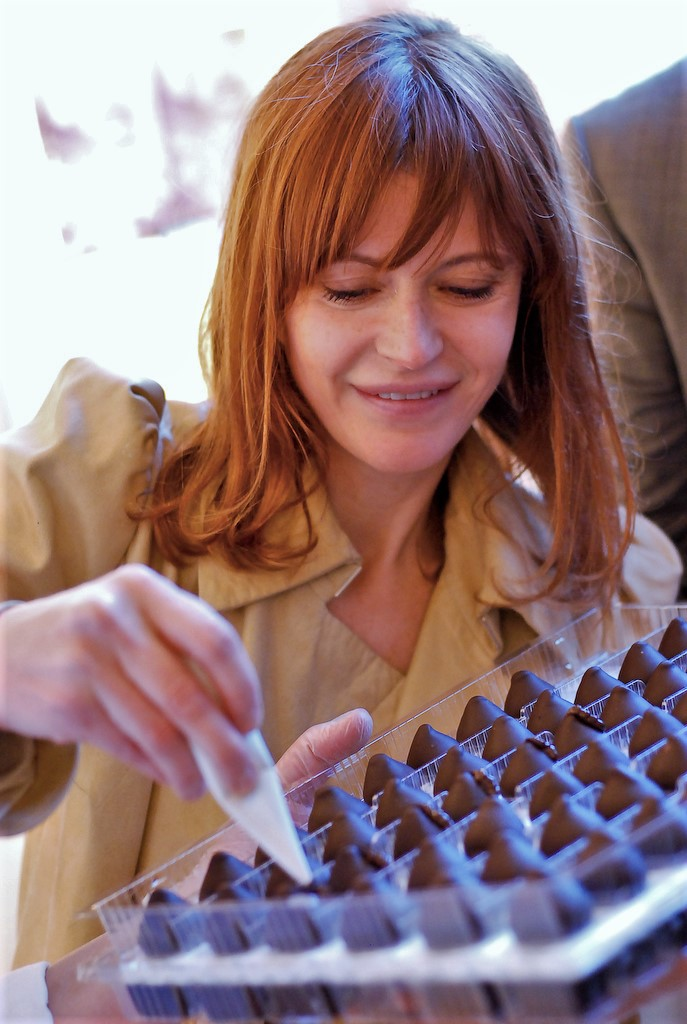
Axelle Red 2009

Axelle Red (* 15. Februar 1968 in Hasselt als Fabienne Demal) ist eine belgische Komponistin, Autorin, Interpretin von Chansons und Schauspielerin. Obwohl Axelle Reds Muttersprache Niederländisch ist, singt sie vornehmlich in französischer Sprache, hat aber ihre größten Erfolge trotzdem im flämischen Teil Belgiens. Axelle Reds Musik variiert von Jazz bis Klavierballaden.

## Leben
Axelle Red ist die Tochter des Rechtsanwalts Roland Demal, einem Ratsmitglied in der Stadt Hasselt, Mitglied der Flämischen Liberalen Partei. Sie absolvierte erfolgreich ihr Jurastudium an der Freien Universität Brüssel. Sie hatte dennoch eine Vorliebe für Musik, der Leidenschaft ihrer Mutter. Axelle Red wuchs mit der Musik von ABBA und den Größen des Soul auf (etwa Aretha Franklin, Otis Redding, Sam & Dave oder Percy Sledge), die ihre Musik wesentlich beeinflussten. 
Der internationale Durchbruch gelang Axelle Red 1993 mit dem Lied Sensualité. Ihr erstes Album Sans plus attendre verkaufte sich mehr als 500.000-mal. Weitere erfolgreiche Chansons sind Manhattan-Kaboul (Duett mit Renaud), Elle danse seule, Je t’attends oder Parce que c’est toi. Mit Youssou N’Dour sang sie die offizielle Hymne der Fußball-Weltmeisterschaft 1998 während der Eröffnungszeremonie in Paris.
2006 erhielt Axelle Red vom französischen Kulturministerium den Orden „Chevalier des Arts et des Lettres“.

## Diskografie

### Alben
| Jahr | Titel                 | Höchstplatzierung, Gesamtwochen, AuszeichnungChartplatzierungen (Jahr, Titel, Platzierungen, Wochen, Auszeichnungen, Anmerkungen) | Höchstplatzierung, Gesamtwochen, AuszeichnungChartplatzierungen (Jahr, Titel, Platzierungen, Wochen, Auszeichnungen, Anmerkungen) | Höchstplatzierung, Gesamtwochen, AuszeichnungChartplatzierungen (Jahr, Titel, Platzierungen, Wochen, Auszeichnungen, Anmerkungen) | Höchstplatzierung, Gesamtwochen, AuszeichnungChartplatzierungen (Jahr, Titel, Platzierungen, Wochen, Auszeichnungen, Anmerkungen) | Anmerkungen                                                       |
| Jahr | Titel                 | FR | BEW | BEF | CH | Anmerkungen                                                       |
| ---- | --------------------- | --- | --- | --- | --- | ----------------------------------------------------------------- |
| 1993 | Sans plus attendre    | FR46 Platin · (4 Wo.)FR | BEW19 ×4Vierfachplatin · (28 Wo.)BEW                                                                                              | BEF16 (46 Wo.)BEF | — | Erstveröffentlichung: 15. Juni 1993 Charteinstieg in FR erst 1998 |
| 1996 | À tâtons              | FR5 ×2Doppelplatin · (100 Wo.)FR                                                                                                  | BEW6 ×2Doppelplatin · (45 Wo.)BEW                                                                                                 | BEF3 (51 Wo.)BEF | CH— GoldCH | Erstveröffentlichung: Oktober 1996                                |
| 1998 | Con solo pensarlo     | — | BEW5 Platin · (21 Wo.)BEW | BEF1 (35 Wo.)BEF | — | Erstveröffentlichung: 7. April 1998                               |
| 1999 | Toujours moi          | FR1 Platin · (79 Wo.)FR | BEW4 ×2Doppelplatin · (60 Wo.)BEW                                                                                                 | BEF6 (41 Wo.)BEF | CH66 Gold · (10 Wo.)CH | Erstveröffentlichung: 29. März 1999                               |
| 2000 | Alive                 | FR20 Gold · (12 Wo.)FR | BEW23 (11 Wo.)BEW | BEF25 (14 Wo.)BEF | CH96 (2 Wo.)CH | Erstveröffentlichung: 9. November 2000                            |
| 2002 | Face A / Face B       | FR13 ×2Doppelgold · (30 Wo.)FR | BEW4 Platin · (21 Wo.)BEW | BEF4 (22 Wo.)BEF | CH37 (14 Wo.)CH | Erstveröffentlichung: 15. November 2002                           |
| 2003 | Long Box              | — | — | BEF37 (9 Wo.)BEF | — | Erstveröffentlichung: 9. Dezember 2003 Dreifachalbum              |
| 2004 | French Soul           | FR— GoldFR | BEW12 ×2Doppelplatin · (21 Wo.)BEW                                                                                                | BEF10 (30 Wo.)BEF | CH45 (7 Wo.)CH | Erstveröffentlichung: 22. Oktober 2004 Kompilation, Doppelalbum   |
| 2006 | Jardin secret         | FR6 Gold · (27 Wo.)FR | BEW2 ×3Dreifachplatin · (52 Wo.)BEW                                                                                               | BEF1 (61 Wo.)BEF | CH44 (4 Wo.)CH | Erstveröffentlichung: 2. Oktober 2006                             |
| 2009 | Sisters & Empathy     | — | BEW19 Gold · (17 Wo.)BEW | BEF3 (22 Wo.)BEF | — | Erstveröffentlichung: 16. Januar 2009                             |
| 2011 | Un cœur comme le mien | FR23 (12 Wo.)FR | BEW7 Gold · (26 Wo.)BEW | BEF4 (26 Wo.)BEF | CH49 (2 Wo.)CH | Erstveröffentlichung: 4. April 2011                               |
| 2013 | Rouge ardent          | FR22 (14 Wo.)FR | BEW2 Platin · (68 Wo.)BEW | BEF1 (71 Wo.)BEF | CH73 (1 Wo.)CH | Erstveröffentlichung: 18. Februar 2013                            |
| 2015 | The Songs (Acoustic)  | — | BEW13 (28 Wo.)BEW | BEF7 (24 Wo.)BEF | — | Erstveröffentlichung: 30. Oktober 2015                            |
| 2018 | Exil                  | FR70 (3 Wo.)FR | BEW5 (17 Wo.)BEW | BEF4 (21 Wo.)BEF | — | Erstveröffentlichung: 16. März 2018                               |
| 2022 | The Christmas Album   | — | BEW44 (7 Wo.)BEW | BEF14 (8 Wo.)BEF | — | Erstveröffentlichung: 11. November 2022                           |
| 2023 | AR30 - Best of        | FR82 (29 Wo.)FR | BEW23 (7 Wo.)BEW | BEF81 (8 Wo.)BEF | — | Erstveröffentlichung: 1. Dezember 2023                            |

grau schraffiert: keine Chartdaten aus diesem Jahr verfügbar

### Singles
| Jahr | Titel Album                                       | Höchstplatzierung, Gesamtwochen, AuszeichnungChartplatzierungen (Jahr, Titel, Album, Platzierungen, Wochen, Auszeichnungen, Anmerkungen) | Höchstplatzierung, Gesamtwochen, AuszeichnungChartplatzierungen (Jahr, Titel, Album, Platzierungen, Wochen, Auszeichnungen, Anmerkungen) | Höchstplatzierung, Gesamtwochen, AuszeichnungChartplatzierungen (Jahr, Titel, Album, Platzierungen, Wochen, Auszeichnungen, Anmerkungen) | Höchstplatzierung, Gesamtwochen, AuszeichnungChartplatzierungen (Jahr, Titel, Album, Platzierungen, Wochen, Auszeichnungen, Anmerkungen) | Anmerkungen                                                                                                   |
| Jahr | Titel Album                                       | FR | BEW | BEF | CH | Anmerkungen                                                                                                   |
| ---- | ------------------------------------------------- | --- | --- | --- | --- | --- |
| 1983 | Little Girls –                                    | — | — | BEF35 (4 Wo.)BEF | — | als Fabby |
| 1991 | Kennedy Boulevard –                               | — | — | BEF5 (15 Wo.)BEF | — | als Axelle |
| 1991 | Aretha et moi –                                   | — | — | BEF34 (3 Wo.)BEF | — | als Axelle |
| 1993 | Elle danse seule Sans plus attendre               | FR2 Gold · (46 Wo.)FR | — | BEF11 (11 Wo.)BEF | — | |
| 1993 | Sensualité Sans plus attendre                     | FR2 Gold · (46 Wo.)FR | — | BEF6 (19 Wo.)BEF | — | |
| 1994 | Je t’attends Sans plus attendre                   | FR13 (17 Wo.)FR | — | BEF22 (10 Wo.)BEF | — | Charteinstieg FR: 1995                                                                                        |
| 1994 | Le monde tourne mal Sans plus attendre            | FR38 (10 Wo.)FR | — | BEF28 (6 Wo.)BEF | — | Charteinstieg FR: 1995                                                                                        |
| 1996 | À quoi ça sert À tâtons                           | FR45 (10 Wo.)FR | — | — | — | Charteinstieg FR: 1998                                                                                        |
| 1996 | Rester femme À tâtons                             | FR9 Silber · (25 Wo.)FR | BEW20 (5 Wo.)BEW | — | — | Charteinstieg FR: 1998                                                                                        |
| 1996 | À tâtons                                          | — | BEW30 (2 Wo.)BEW | BEF35 (4 Wo.)BEF | — | |
| 1998 | Déjame ser mujer Con solo pensarlo                | — | — | BEF22 (12 Wo.)BEF | — | |
| 1998 | La cour des grands –                              | FR16 (26 Wo.)FR | BEW31 (4 Wo.)BEW | — | — | Erstveröffentlichung: 27. Februar 1998 mit Youssou N’Dour Offizielle Hymne der Fußball-Weltmeisterschaft 1998 |
| 1999 | Ce matin Toujours moi                             | FR17 (14 Wo.)FR | BEW20 (8 Wo.)BEW | — | — | |
| 1999 | Parce que c’est toi Toujours moi                  | FR2 Gold · (30 Wo.)FR | BEW1 Platin · (23 Wo.)BEW | BEF9 (16 Wo.)BEF | — | |
| 1999 | Bimbo à moi Toujours moi                          | FR44 (15 Wo.)FR | BEW36 (2 Wo.)BEW | — | — | Charteinstieg FR: 2000                                                                                        |
| 2002 | Pas maintenant Face A / Face B                    | FR61 (7 Wo.)FR | BEW23 (6 Wo.)BEW | — | — | |
| 2002 | Manhattan-Kaboul –                                | FR2 Platin · (41 Wo.)FR | BEW4 Platin · (29 Wo.)BEW | BEF34 (6 Wo.)BEF | CH37 (16 Wo.)CH | Erstveröffentlichung: 22. Juli 2002 mit Renaud                                                                |
| 2002 | Je me fâche Face A / Face B                       | FR56 (10 Wo.)FR | BEW33 (7 Wo.)BEW | — | CH80 (7 Wo.)CH | Erstveröffentlichung: 18. Oktober 2002                                                                        |
| 2003 | Toujours Face A / Face B                          | — | BEW23 (6 Wo.)BEW | — | — | Erstveröffentlichung: 10. November 2003                                                                       |
| 2004 | Je pense à toi French Soul                        | — | BEW12 (15 Wo.)BEW | — | — | |
| 2005 | J’ai fait un rêve / I Had a Dream French Soul     | — | — | BEF32 (13 Wo.)BEF | — | feat. Daan |
| 2006 | Temps pour nous Jardin secret                     | FR67 (6 Wo.)FR | BEW16 (13 Wo.)BEW | BEF11 (17 Wo.)BEF | — | |
| 2007 | Naïve Jardin secret                               | — | — | BEF18 (20 Wo.)BEF | — | |
| 2007 | Over ’t water –                                   | — | — | BEF4 (7 Wo.)BEF | — | Erstveröffentlichung: 7. Dezember 2007 mit Fixkes                                                             |
| 2011 | La claque Un cœur comme le mien                   | — | BEW29 (1 Wo.)BEW | — | — | Erstveröffentlichung: 7. März 2011                                                                            |
| 2013 | Rouge ardent                                      | FR89 (5 Wo.)FR | BEW13 Gold · (19 Wo.)BEW | BEF8 (18 Wo.)BEF | — | Erstveröffentlichung: 4. Februar 2013                                                                         |
| 2017 | Who’s Gonna Help You? Exil                        | — | BEW46 (3 Wo.)BEW | BEF38 (4 Wo.)BEF | — | Erstveröffentlichung: 27. Oktober 2017                                                                        |
| 2018 | D’autres que nous Des millions d’années           | FR— GoldFR | BEW14 (17 Wo.)BEW | — | — | Erstveröffentlichung: 7. Dezember 2018 mit Ycare Original/Autor: Ycare (Assane Attyé)                         |
| 2020 | I Don’t Care (Je m’en moque) –                    | — | BEW14 (14 Wo.)BEW | — | — | Erstveröffentlichung: 10. April 2020 mit Ycare                                                                |
| 2021 | Santa Claus Is Coming to Town The Christmas Album | — | BEW49 (2 Wo.)BEW | BEF46 (1 Wo.)BEF | — | Erstveröffentlichung: 16. November 2021                                                                       |

grau schraffiert: keine Chartdaten aus diesem Jahr verfügbar
Weitere Singles
- 1985: Back to Tokyo (Nur in Belgien, unter dem Pseudonym Axelle)
- 1992: Elle danse seule
- 1994: Le monde tourne mal
- 1997: Rien que d’y penser
- 1997: Ma prière
- 1999: Faire des mamours
- 2000: J’ai jamais dit (je serais ton amie)
- 2001: Aretha et moi (live)
- 2003: Venez vers moi
- 2004: Gloria
- 2006: Changer ma vie
- 2006: Si tu savais (Janelle)
- 2011: Un cœur comme le mien
- 2013: Quelque part ailleurs
- 2013: Amour profond
- 2013: Sur la route sablée
- 2014: De mieux en mieux
- 2018: Excusez-moi
- 2018: Signe ton nom

### Videoalben
- 2004: Live 2004 (FR: Gold)
- 2004: French soul (DVD inklusive Konzert im Bataclan und aller Videoclips)
- 2007: Le Tour de mon Jardin Secret (DVD der Tournee 2006/2007)

## Auszeichnungen für Musikverkäufe
| Platin-Schallplatte - Europa - 2002: für das Album À tâtons |

Anmerkung: Auszeichnungen in Ländern aus den Charttabellen bzw. Chartboxen sind in ebendiesen zu finden.
| Land/RegionAuszeichnungen für Musikverkäufe (Land/Region, Auszeichnungen, Verkäufe, Quellen) | Silber  | Gold       | Platin       | Verkäufe    | Quellen                                                   |
| -------------------------------------------------------------------------------------------- | ------- | ---------- | ------------ | ----------- | --------------------------------------------------------- |
| Belgien (BRMA)                                                                               | —       | 3× Gold3   | 19× Platin19 | 600.000     | ultratop.be                                               |
| Europa (IFPI)                                                                                | —       | —          | Platin1      | (1.000.000) | ifpi.org (Memento vom 1. Januar 2014 im Internet Archive) |
| Frankreich (SNEP)                                                                            | Silber1 | 9× Gold9   | 5× Platin5   | 2.785.000   | infodisc.fr snepmusique.com                               |
| Schweiz (IFPI)                                                                               | —       | 2× Gold2   | —            | 50.000      | hitparade.ch                                              |
| Insgesamt                                                                                    | Silber1 | 14× Gold14 | 25× Platin25 |             |                                                           |

## Filmografie
- Axelle Red spielte 2004 im deutsch-belgisch-niederländischen Thriller Ellen Calling (Originaltitel Ellektra, Regie Rudolf Mestdagh). Sie erhielt hierfür den B-Movie Award als beste Nebendarstellerin.
- Axelle Red schrieb die Filmmusik zum Film Miss Montigny.

## Auszeichnungen
- 1999: Victoires de la Musique
  - Bester weiblicher Künstler des Jahres
- 2001: Nominierung zum NRJ Music Awards als Bester weiblicher Künstler des Jahres
- 2003: Victoires de la Musique
  - Bestes Lied des Jahres für Manhattan-Kaboul
  - Nominierung als Bester weiblicher Künstler des Jahres
- 2003: NRJ Music Awards
  - Bestes französischsprachige Lied des Jahres für Manhattan-Kaboul mit Renaud
  - Bestes französischsprachiges Duett mit Renaud
- 2006: Ritter des Ordens der Künste und der Literatur (Frankreich), (Chevalier dans l'ordre des Arts et des Lettres)
- 2007: Ritter des Kronenordens (Belgien), (Ridder in de Kroonorde (België) / Chevalier de l'Ordre de la Couronne (Belgique))
- 2007: Straffe Madam in Belgien